# Artembares (noble)
Artembares (en grec antic Ἀρτεμβάρης) era un noble mede, que tenia un fill company de jocs de Cir II el Gran quan no se sabia que seria rei.
Cir un dia el va castigar perquè no va seguir les seves indicacions en un joc que practicaven, i Artembares, indignat per la conducta de Cir, del que creia que era fill d'un simple pastor, es va queixar al rei Astíages de Mèdia. Llavors es va saber que Cir era fill de Mandana i net d'Astíages, segons explica Heròdot.